# Cristóvão do Pantanal
Cristóvão Lopes dos Anjos, (Bahia, 24 de julho de 1908 — Bahia, 23 de setembro de 1985) Cristóvão de Ogunjá (Ogun Anauegi) ou Cristovão do Pantanal como era mais conhecido. Babalorixá do Candomblé da Nação Efã ou Efom, sua casa era no Rio de Janeiro em Duque de Caxias, no bairro do Pantanal, era descendente do Terreiro do Oloroke, em Salvador, Bahia.